# Logika
Logika má více významů – v češtině se běžně používá ve smyslu myšlenková cesta, která vedla k daným závěrům. Logika je také formální věda, zkoumající právě onen způsob vyvozování závěrů.
Logika není empirická věda o myšlení. Studuje objektivní podmínky správnosti, jinak řečeno je to disciplína studující relaci „vyplývání“, tedy hledá požadavky k tomu, aby něco bylo možno korektně odvodit z premis. Cílem logiky je určit množinu korektních argumentů. Logika nezkoumá úplně obecně poznání – to je předmětem filosofické disciplíny epistemologie.
Jako mnoho dalších věd vznikla logika coby součást filosofie. Logika byla posléze užívána i v matematice, čímž se z logiky odštěpila matematická logika.
Logika má též důležité aplikace v informatice.

## Etymologie
Slovo pochází z řeckého λογική a to od slova λόγος/logos s významem řeč.

## Formální logika
Formální logika je exaktní věda používající umělý formální jazyk, který je schopný vypovídat jen a jen o entitách exaktního světa. V rámci matematiky ji studuje matematická logika. Jazyk formální logiky je umělý formální, pro který platí kategorický požadavek exaktní (tj. s nulovou vnitřní vágností) interpretace všech jeho jazykových konstruktů. Umělými formálními jazyky jsou jazyky všech typů formálních logik, matematiky a programovací jazyky. Nelze tedy např. v jakékoli formální logice použít přirozený jazyk, neboť ten má inherentně vágní, a tak i subjektivní a emocionální interpretaci (říkáme jí konotace) všech svých jazykových konstruktů. Je to překročení hranic exaktního světa porušením podmínky exaktní interpretace.

### Výrok
Důležitým pojmem formální logiky je výrok.
Výrok je formule exaktního světa postavená tak, že má smysl klást otázku, zda platí či nikoliv. Týká se tedy pouze entit exaktního světa, jen o těch může vypovídat. O entitách reálného světa může vypovídat jen a jen prostřednictvím veličin. Jazyk výroku je umělý formální jazyk. 
Je ale třeba upozornit, že neformálním (přirozeným) jazykem lze vyjadřovat i jména entit exaktního světa, např. jména herních karet a operací nad nimi (jsou dány pravidly hry), jména šachových figur a operací nad nimi, jména matematických objektů a operací nad nimi, např. derivace dráhy podle času, jména čísel, apod. Přirozený jazyk je v tomto případě v úloze metajazyka. Platí to v okruhu lidí, kde význam oněch entit exaktního světa každý z jedinců exaktně (tedy bez jakýchkoli pochyb) zná. V tomto případě nastává výjimečná situace, kdy konstrukty přirozeného jazyka ztrácejí svoji přirozenou vágnost, subjektivitu a emocionalitu a dostávají tak exaktní význam. Je to tím, že odkazují k exaktním entitám. Nezískávají však nástrojovou sílu formálního jazyka, který obvykle umožňuje (obsahuje nástroje pro) formální inferenci (odvozování), kdy je možno pouze na základě syntaktické složky (formy) odvodit nové jazykové konstrukty, jež mohou mít nový informační význam.

## Neformální logika
Logika v pojetí filosofie s podporou psychologie, tzv. neformální neboli filozofická logika, má s formální logikou společné jen historické kořeny.
Není to exaktní věda; vypovídá přirozeným jazykem o entitách, aniž by je vymezovala. Jejím centrálním motivem je lidské usuzování (nikoli myšlení jako takové), jeho principy a správnost.

### Podivnosti neformální logiky
1. Neformální logika potřebuje zajistit (ostrou) rozhodnutelnost výroků, určit výroky pravdivé a nepravdivé. Užívá však neformální (přirozený) jazyk, jehož jazykové konstrukty (slova, věty) mají neodstranitelnou vnitřní vágnost, tedy mají vždy vágní, a tak i subjektivní, a emocionální význam, měnící se v čase (viz konotace). Řada vědců zabývajících se v minulosti logikou a logickou výstavbou jazyka (Rudolf Carnap, Gottlob Frege, Bertrand Russell, Ludwig Wittgenstein…), hledala logickou výstavbu přirozeného jazyka, která by měla tu vlastnost, že umožní rozhodnutelnost. Tuto vlastnost nazýváme nulovou vnitřní vágností, kdy jazykové konstrukty mají exaktní interpretaci. Netušili, že to není možné, chtěli dosáhnout něčeho, co lze jen v exaktním světě (kde lze rozhodovat: pravda, nepravda) a nelze při použití inherentně vágního přirozeného jazyka, jakkoliv „logicky“ upraveného.[4][5][6] Z dnešního (r. 2022) hlediska se to zdá úsměvné, avšak ti vědci svému snažení věnovali roky usilovné intelektuální práce, a naštěstí vytvořili cenné vedlejší produkty, podobně jako alchymisté, hledající transmutaci běžných prvků na zlato. Žádný konstrukt přirozeného jazyka nemůže být součástí dvou hodnotové logiky, jelikož problém rozhodnutelnosti (pravdivý, nepravdivý) v neodstranitelné mlze vágnosti významů přirozeného jazyka nelze nastolit, tím méně vyřešit.[2]
2. Utajený skok do exaktního světa představuje definice výroku. Výrokem se rozumí taková oznamovací věta, o níž má smysl tvrdit, že je pravdivá (platí), anebo nepravdivá (neplatí) – nastává právě jedna z těchto možností. Nesmyslnost vysvětluje předchozí odstavec.
3. Jiný přeskok od přirozeného jazyka do exaktního světa zvolili vědečtí násilníci. Říká se mu formalizace. Formalizace je založena na chybné hypotéze, kdy inherentně vágní výrok je vydáván za exaktní výrok. Při aktu formalizace se inherentně vágní (vnitřní vágnost) výroky přirozeného jazyka vtěsnají do umělého formálního jazyka se zakázanou vnitřní vágností. V tomto kroku se jaksi „pomine“ (na chvilku se zhasne, a podfuk je na světě) inherentní vágnost konstruktů přirozeného jazyka, jako by bylo možné dodatečně zkvalitnit informaci, vypudit z ní vnitřní vágnost a informaci vydávat za exaktní. Od dob Newtona víme, že získat exaktní informaci lze jen a jen použitím diskrétního filtru poznání, namísto vágnosti věda, tedy s požadavkem exaktnosti informace začít u poznání, nikoli u jazyka, ten je až sekundární instancí, a je podřízen poznání viz věda, informace.

Tyto podivnosti neformální logiky, v podstatě však nesmysly, přešly i do základů oboru umělé inteligence (např. v expertních systémech), a to nejen při použití logiky, ale i dalších nástrojů (např. sémantických sítí) pro reprezentaci a odvozování znalostí formulovaných v přirozeném jazyce.

## Dějiny logiky
Za zakladatele logiky je považován Aristoteles (384–322 př. n. l.). Založil takzvanou sylogistickou logiku. Princip sylogismu se nejlépe vysvětlí na příkladu:
- Premisa 1: Každý člověk je smrtelný.
- Premisa 2: Sokrates je člověk.
- Závěr: Sokrates je smrtelný.

Aristoteles dále zkoumal modality (možnosti), čímž dal základ modální logice. Díla o logice: Organon (organon-nástroj, logika je nástroj vědy) Aristoteles se věnuje obecným termínům. Zabývá se jednoduchými univerzálními výroky (člověk je smrtelný)
Stoicko-megarská škola: složité výroky (jestliže prší, pak je mokro)
Na středověkých univerzitách se logika vyučovala v rámci trivia na artistických fakultách (tehdy se označovala též jako dialektika).
Středověká scholastika vychází ze sylogismu. Poprvé zavádí prvky temporální logiky, tedy logiky času. Významným představitelem scholastické školy byl William Occam (1290–1349). Usiloval o oddělení filosofie od teologie.
Novověká logika trpí na okraji zájmu ve stínu filosofie, za jejího zakladatele lze stále považovat Aristotela. Více přihlíží ke zkušenostem z okolního světa. Významní představitelé jsou Gottfried Wilhelm Leibniz (1646–1716), Bernard Bolzano (1781–1848), George Boole (1815–1864), Gottlob Frege (1848–1925), Georg Cantor (1845–1912) a Bertrand Russell (1872–1970).
Bernard Bolzano ve svém díle Vědosloví (Wissenschaftslehre, 1837) přináší koncept věty o sobě – toho, co mají společné věta napsaná (křivka-stopa inkoustu na papíře), věta vyslovená (kmitání akustického prostředí) a věta myšlená (nervový vzruch). Věta o sobě je tedy abstraktní vzhledem ke svým konkrétním realizacím.
Gottlob Frege napsal roku 1892 zřejmě první text moderní sémantiky, nazvaný O smyslu a významu (Über Sinn und Bedeutung). Podle Fregeho má každé slovo (věta) svůj smysl i význam (teorie A; nejznámější); smysl je „způsob danosti“. Výraz buďto označuje přímo svůj význam nebo označuje význam skrze svůj smysl (tzv. teorie B). Modifikací teorie B je, že „slova v nepřímé řeči mají nepřímý význam. Tím odlišujeme obvyklý význam slova od jeho významu nepřímého a jeho obvyklý smysl od jeho smyslu nepřímého“.

### Významní logikové
- Aristotelés
- William Ockham
- Gottfried Wilhelm Leibniz
- Bernard Bolzano
- George Boole
- Charles Sanders Peirce
- Georg Cantor
- Gottlob Frege
- Giuseppe Peano
- David Hilbert
- Bertrand Russell
- Henry Sheffer
- Emil Post
- Arend Heyting
- Alfred Tarski
- Alonzo Church
- Kurt Gödel
- J. Barkley Rosser
- Stephen Kleene
- Alan Turing
- Ludwig von Mises